# Luis de Cardona
Luis Folch de Cardona y Enríquez, in catalano Lluís Folc de Cardona i Enríquez e talvolta italianizzato come Luigi Cardona (Castell d'Arbeca, 1488 – Tarragona, 13 novembre 1532), è stato un arcivescovo cattolico spagnolo, presidente della Generalitat de Catalunya e arcivescovo di Tarragona.

## Biografia
Figlio di Giovanni Raimondo Folch IV de Cardona Duca di Cardona e fratello di Enrique de Cardona, è stato vescovo di Barcellona dal 1529 al 1531.
Nel 1514 è stato nominato abate di Santa Maria de Solsona. È stato presidente della Generalitat de Catalunya (1524-1527). L'Imperatore Carlo V lo nominò per succedere al vescovo di Barcellona, Guillem Ramon de Vic ,mentre il papa Clemente VII aveva nominato Silvio Passerini. Nel 1529, dopo il Sacco di Roma e il successivo imprigionamento di Clemente VII, la sua nomina fu ratificata anche dal papa. Alla morte di suo zio, Pietro de Cardona, divenne arcivescovo di Tarragona dal 1531 fino all'anno della sua morte.

## Genealogia episcopale
La genealogia episcopale è:
- Vescovo Juan Tormo
- Arcivescovo Luís Folch de Cardona i Enríquez

## Ascendenza
|                                             |                  |                                   | Genitori                        |  |  | Nonni |  |  | Bisnonni                                   |  |  | Trisnonni                               |  |
|                                             |                  |                                   |                                 |  |  |       |  |  | Juan Ramón Folch II de Cardona y de Gandia |  |  | Juan Ramón Folch I de Cardona y de Luna |  |
|                                             |                  |                                   |                                 |  |  |       |  |  | Juan Ramón Folch II de Cardona y de Gandia |  |  | Juan Ramón Folch I de Cardona y de Luna |  |
|                                             |                  | Juana de Gandia y Jiménez         |                                 |  |  |       |  |  | Juan Ramón Folch II de Cardona y de Gandia |  |  |                                         |  |
| Juan Ramón Folch III de Cardona y de Prades |                  |                                   |                                 |  |  |       |  |  | Juan Ramón Folch II de Cardona y de Gandia |  |  |                                         |  |
|                                             |                  | Juana de Aragón y Cabrera         | Pedro de Aragón y Ximénez       |  |  |       |  |  |                                            |  |  |                                         |  |
|                                             |                  | Juana de Aragón y Cabrera         | Pedro de Aragón y Ximénez       |  |  |       |  |  |                                            |  |  |                                         |  |
|                                             |                  | Juana de Aragón y Cabrera         | Juana de Cabrera y de Castellbó |  |  |       |  |  |                                            |  |  |                                         |  |
| Juan Ramón Folch IV de Cardona y de Urgell  |                  | Juana de Aragón y Cabrera         |                                 |  |  |       |  |  |                                            |  |  |                                         |  |
|                                             |                  | Jaime II de Urgel                 | Pedro II de Urgel               |  |  |       |  |  |                                            |  |  |                                         |  |
|                                             |                  | Jaime II de Urgel                 | Pedro II de Urgel               |  |  |       |  |  |                                            |  |  |                                         |  |
|                                             |                  | Jaime II de Urgel                 | Margherita del Monferrato       |  |  |       |  |  |                                            |  |  |                                         |  |
| Juana de Urgel                              |                  | Jaime II de Urgel                 |                                 |  |  |       |  |  |                                            |  |  |                                         |  |
|                                             |                  | Isabel de Aragón                  | Pedro IV de Aragón              |  |  |       |  |  |                                            |  |  |                                         |  |
|                                             |                  | Isabel de Aragón                  | Pedro IV de Aragón              |  |  |       |  |  |                                            |  |  |                                         |  |
|                                             |                  | Isabel de Aragón                  | Sibila de Fortiá                |  |  |       |  |  |                                            |  |  |                                         |  |
| Luis Folch de Cardona y Enríquez            |                  | Isabel de Aragón                  |                                 |  |  |       |  |  |                                            |  |  |                                         |  |
|                                             | Alfonso Enríquez | Fadrique Alfonso de Castilla      |                                 |  |  |       |  |  |                                            |  |  |                                         |  |
|                                             | Alfonso Enríquez | Fadrique Alfonso de Castilla      |                                 |  |  |       |  |  |                                            |  |  |                                         |  |
|                                             | Alfonso Enríquez | Paloma                            |                                 |  |  |       |  |  |                                            |  |  |                                         |  |
| Fadrique Enríquez de Mendoza                | Alfonso Enríquez |                                   |                                 |  |  |       |  |  |                                            |  |  |                                         |  |
|                                             |                  | Juana de Mendoza y Ayala          | Pedro González de Mendoza       |  |  |       |  |  |                                            |  |  |                                         |  |
|                                             |                  | Juana de Mendoza y Ayala          | Pedro González de Mendoza       |  |  |       |  |  |                                            |  |  |                                         |  |
|                                             |                  | Juana de Mendoza y Ayala          | Aldonsa de Ayala                |  |  |       |  |  |                                            |  |  |                                         |  |
| Aldonza Enríquez y Quiñones                 |                  | Juana de Mendoza y Ayala          |                                 |  |  |       |  |  |                                            |  |  |                                         |  |
|                                             |                  | Diego Fernández de Quiñones I     | Diego Fernández de Vigil        |  |  |       |  |  |                                            |  |  |                                         |  |
|                                             |                  | Diego Fernández de Quiñones I     | Diego Fernández de Vigil        |  |  |       |  |  |                                            |  |  |                                         |  |
|                                             |                  | Diego Fernández de Quiñones I     | Leonor Suárez de Quiñones       |  |  |       |  |  |                                            |  |  |                                         |  |
| Teresa Fernández de Quiñones                |                  | Diego Fernández de Quiñones I     |                                 |  |  |       |  |  |                                            |  |  |                                         |  |
|                                             |                  | Mariana de Ayala Córdoba y Toledo | Diego Fernández de Córdoba      |  |  |       |  |  |                                            |  |  |                                         |  |
|                                             |                  | Mariana de Ayala Córdoba y Toledo | Diego Fernández de Córdoba      |  |  |       |  |  |                                            |  |  |                                         |  |
|                                             |                  | Mariana de Ayala Córdoba y Toledo | Ines de Toledo de Ayala         |  |  |       |  |  |                                            |  |  |                                         |  |
|                                             |                  | Mariana de Ayala Córdoba y Toledo |                                 |  |  |       |  |  |                                            |  |  |                                         |  |